# 氷流

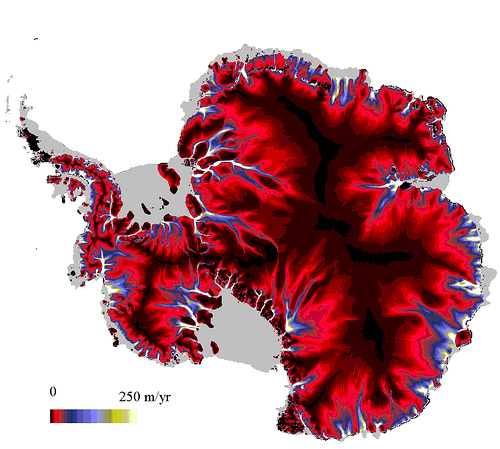
南極氷床の流動速度を表した地図。海岸に向かうにつれて流動速度が速くなっている（青、黄、白）ことが分かる。

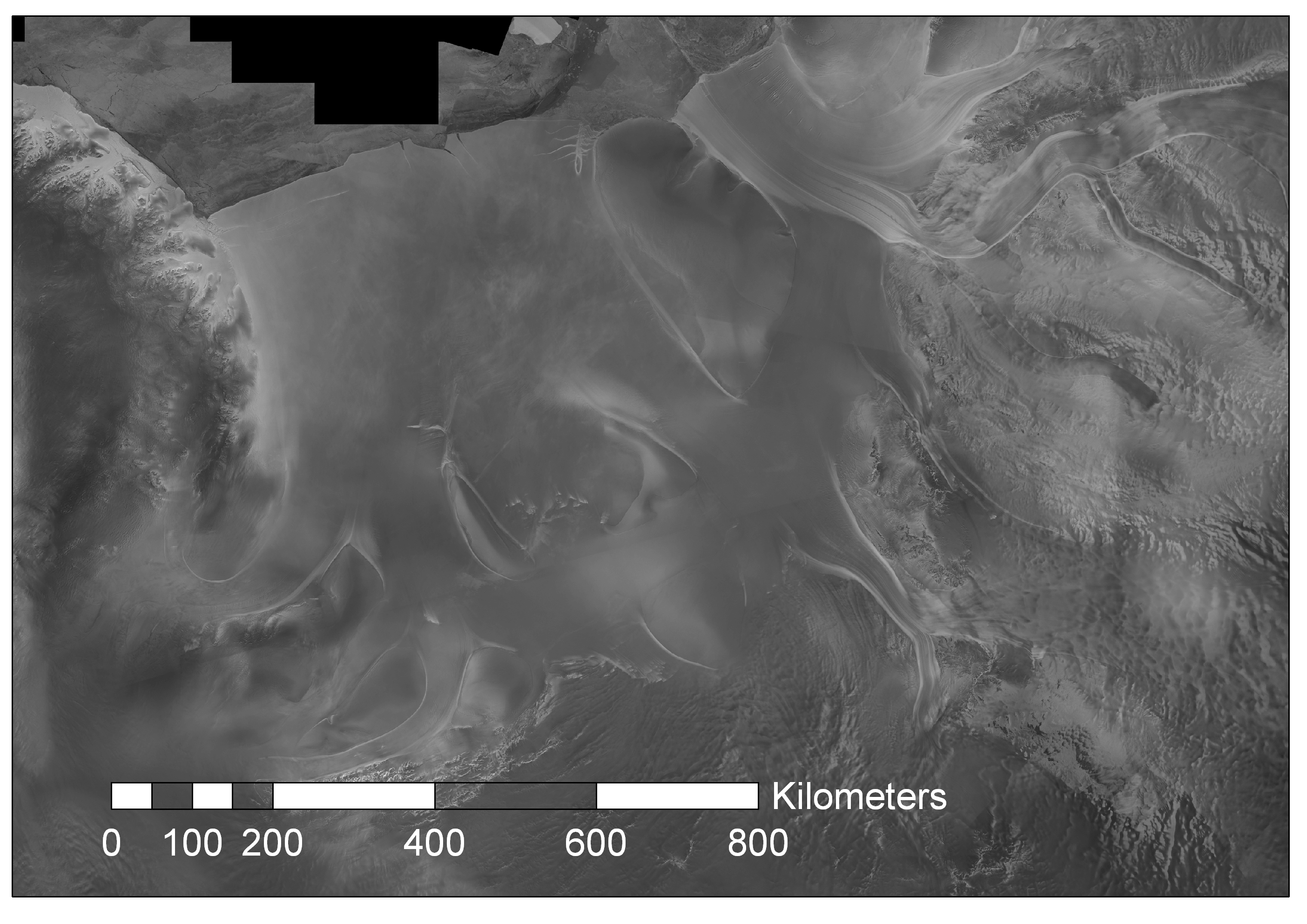
レーダーサットにより撮影された画像。フィルヒナー・ロンネ棚氷に氷流が流れ込む様子が撮影されている。

氷流（ひょうりゅう、英: Ice stream）は、氷河のとる形態であり、氷床の中で周囲の氷より流れの速い部分のことをいう。南極にある氷の10 %を占めており、南極が持つ大きな特徴となっている。その規模は、最大で幅50 km、厚さ2 km、長さ数百kmになる。また、一般的に氷床から分離する氷はこの形態を取る。
氷流の流動速度は年間で1000 mを超えることがあり、これは周囲の氷の流動速度より1桁以上大きい。氷流の端で発生する剪断応力によって氷が変形し、氷に対する再結晶化が発生することによって流動性が大きくなり、剪断の発生している狭い範囲に変形が集中する。クレバスは、特にこうした場所に形成されやすい。
一般的に、氷流の底面には水が存在しており、流動速度を大きくする要因となっている。基盤地形もまた大きな影響を与えており、氷流が硬い基盤岩の上にあるより、軟らかく変形しやすい堆積物の上にある方が流動速度が大きくなることがある。

## 南極
南極氷床はいくつか存在する氷流によって海へと運ばれる。東南極に存在する最大の氷流はランバート氷河である。西南極に位置するパインアイランド氷河、スウェイツ氷河は最も不安定な状態にあり、2006年の測定時にはこれらの氷河から合計で正味850億トンの氷が1年間に失われていることが分かった。
南極氷床から氷が失われつつあると言われている。氷流、特に海への流出速度が過去から継続して大きくなりつつあることは、それがこうした不安定な状態にあることの主要な要因ではないにしても、重要な要因であると考えられている。

## グリーンランド
グリーンランド氷床は、ヘルハイム氷河、ヤコブスハブン氷河、カンゲルルススアーク氷河などによって海へと運ばれる。